# Phoniscus aerosa
Phoniscus aerosa — вид ссавців родини лиликових. 

## Проживання, поведінка
Походження типових зразків непевне. Відомий лише з двох зразків зібраних понад століття тому. 

## Загрози та охорона
Загрози невідомі. 